# Ambina spissicornis
Ambina spissicornis är en fjärilsart som beskrevs av Paul Mabille 1899. Ambina spissicornis ingår i släktet Ambina och familjen tandspinnare. Inga underarter finns listade i Catalogue of Life.